# ヒッチ・ハイカー

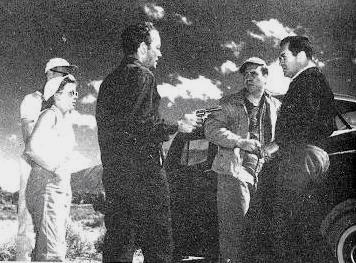
ヒッチ・ハイカーを監督するアイダ・ルピノ（左）

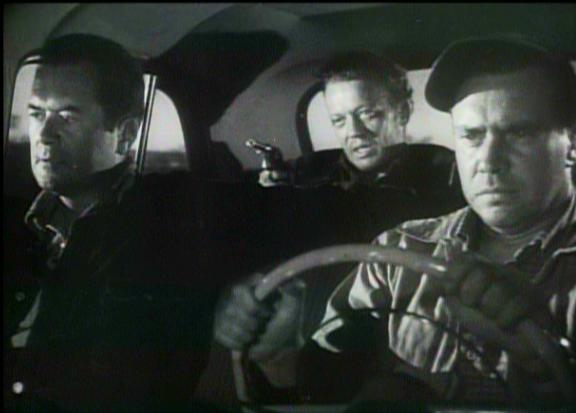
フランク・ラブジョイ、ウィリアム・タルマン、エドモンド・オブライエン

『ヒッチ・ハイカー』は1953年のアメリカのフィルム・ノワール映画。 
脚本兼監督は アイダ・ルピノ。自動車旅行中に連続殺人犯をヒッチハイカーとして乗せてしまった2人の男の物語を描く。
『ヒッチ・ハイカー』の脚本は精神病の殺人犯ビリー・クック（1928–1952）の犯罪に触発されて書かれた。ロバート・L・ジョセフが脚本を手がけたダニエル・マインウォーリングの物語に基づいて、ルピノと彼女の元夫コリアー・ヤングによって書かれた。 マインウォーリングは、当時ハリウッドのブラックリストに載っていたため、スクリーンクレジットには名前が載らなかった。
この映画は現在パブリック・ドメインである。